# Фузз (эффект)

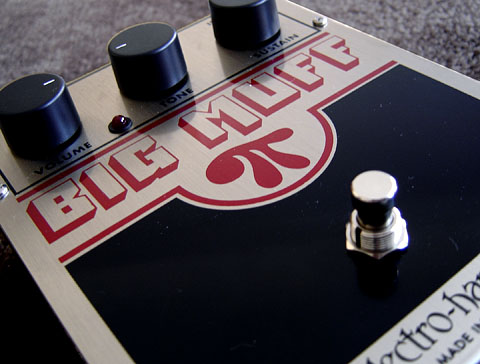
Big Muff Pi

Фузз (он же Фус, Фуз; более точная транскрипция с английского Fuzz — Фаз) — гитарный эффект, основанный на нелинейном искажении звука электрогитары транзисторными (впоследствии, также цифровыми) устройствами с полной потерей огибающей сигнала. Фузз появился при попытках получить «перегруженный» звук на первых транзисторных гитарных усилителях. Основой эффекта является нелинейное искажение формы сигнала электрогитары. В дальнейшем, звуковой эффект искажения сигнала начал осуществляться двумя путями: подачей слишком высокого уровня сигнала на вход усилительного устройства, которое с разной степенью жёсткости ограничивает и потому сильно искажает сигнал («овердрайв» и «дисторшн»), или использованием для обработки сигнала транзисторных устройств, жёстко ограничивающих сигнал с практически полной потерей исходного тембра сигнала и ярко выраженным «органным» или «кларнетным» звучанием (собственно, это и есть фузз).
В простейшем варианте схема состоит из двухтранзисторного усилителя с положительной обратной связью — эта схема называется триггер Шмитта. Триггер Шмитта и есть основа фуза. Особенностью схемы является преобразование входного сигнала в прямоугольный выходной. Из всех нелинейных гитарных эффектов фузз звучит наиболее резко и выразительно. Для многоголосных приставок используют отдельный звукосниматель и канал обработки сигнала на каждую струну. Шестиканальная схема получается очень дорогой, громоздкой и сложной в настройке (хотя ни одна из схем не смогла дать такой выразительный и необычный звук, как многоканальный фузз).
Для получения красивого и чистого звука простые схемы фуза малопригодны (что, впрочем, справедливо для дисторшна с овердрайвом, да и для многих остальных эффектов), так как фузз очень чувствителен к параметрам входного сигнала: помехи и наводки проявляются в виде треска с таким же уровнем, как и полезный сигнал, а искажения формы приводят к потере основного тона на выходе. Положительной стороной эффекта является отсутствие шума в паузе и нечувствительность к помехам низкого уровня. Для достижения качественного звука необходима предварительная подготовка входного сигнала: фильтрация (вплоть до выделения первой гармоники), компрессия, ограничение. Очень часто используется цепочка эффектов «эквалайзер-компрессор-дисторшн-фуз-эквалайзер».
В отличие от схем на перегруженных усилителях, фузз малочувствителен к элементной базе, поэтому ламповые и транзисторные схемы имеют одинаковое звучание.